# Collegio di Bury South
Bury South è un collegio elettorale situato nella Grande Manchester, nel Nord Ovest dell'Inghilterra, e rappresentato alla Camera dei comuni del Parlamento del Regno Unito. Elegge un membro del parlamento con il sistema first-past-the-post, ossia maggioritario a turno unico; l'attuale parlamentare è Christian Wakeford eletto con il Partito Conservatore nel 2019 e passato al Partito Laburista il 19 gennaio 2022.

## Estensione

Bury South dal 2010 al 2024

- 1983-2010: i ward del borgo metropolitano di Bury di Besses, Holyrood, Pilkington Park, Radcliffe Central, Radcliffe North, Radcliffe South, St Mary's e Sedgley.
- 2010-2024: i ward del borgo metropolitano di Bury di Besses, Holyrood, Pilkington Park, Radcliffe East, Radcliffe North, Radcliffe West, St Mary's, Sedgley e Unsworth.
- dal 2024: i ward del borgo metropolitano di Bury di Besses, Holyrood, Pilkington Park, Radcliffe East, Radcliffe West, St. Mary’s, Sedgley, e Unsworth e il ward della città di Salford di Kersal and Broughton Park.

Il collegio fu creato nel 1983 da parti degli ex collegi di Middleton and Prestwich e Bury and Radcliffe. Copre le città di Radcliffe, Whitefield e Prestwich. Nonostante il nome, il collegio non comprende la città di Bury (che si trova nel collegio di Bury North), ma solo le città nel sud del Metropolitan Borough of Bury.

## Membri del parlamento
| Elezione | Elezione | Deputato           | Partito      |
| -------- | -------- | ------------------ | ------------ |
|          | 1983     | David Sumberg      | Conservatore |
|          | 1997     | Ivan Lewis         | Laburista    |
|          | 2017     | Ivan Lewis         | Indipendente |
|          | 2019     | Christian Wakeford | Conservatore |
|          | 2022     | Christian Wakeford | Laburista    |

## Elezioni

### Elezioni negli anni 2020
| Partito                    | Partito                                | Candidato                  | Risultati 4 luglio 2024 | Risultati 4 luglio 2024 |
| Partito                    | Partito                                | Candidato                  | Voti                    | %                       |
| -------------------------- | -------------------------------------- | -------------------------- | ----------------------- | ----------------------- |
|                            | Laburista                              | Christian Wakeford         | 19 247                  | 45,59                   |
|                            | Conservatore                           | Arnie Saunders             | 9 886                   | 23,42                   |
|                            | Reform UK                              | Jeff Armstrong             | 6 865                   | 16,26                   |
|                            | Verdi                                  | Michael Welton             | 2 715                   | 6,43                    |
|                            | Lib Dem                                | Andrew Page                | 1 796                   | 4,25                    |
|                            | Workers                                | Sameera Ashraf             | 1 023                   | 2,42                    |
|                            | Indipendente                           | Michael Elston             | 277                     | 0,66                    |
|                            | Democratici                            | Stephen Morris             | 224                     | 0,53                    |
|                            | Comunista                              | Dan Ross                   | 181                     | 0,43                    |
|                            |                                        |                            |                         |                         |
| Iscritti                   | Iscritti                               | Iscritti                   | 75 339                  | 100,00                  |
| ↳ Votanti (% su iscritti)  | ↳ Votanti (% su iscritti)              | ↳ Votanti (% su iscritti)  | 42 214                  | 56,03                   |
| ↳ Astenuti (% su iscritti) | ↳ Astenuti (% su iscritti)             | ↳ Astenuti (% su iscritti) | 33 125                  | 43,97                   |
|                            |                                        |                            |                         |                         |
|                            | Esito: collegio confermato a Laburista |                            |                         |                         |

### Elezioni negli anni 2010
| Partito                    | Partito                                           | Candidato                  | Risultati 12 dicembre 2019 | Risultati 12 dicembre 2019 |
| Partito                    | Partito                                           | Candidato                  | Voti                       | %                          |
| -------------------------- | ------------------------------------------------- | -------------------------- | -------------------------- | -------------------------- |
|                            | Conservatore                                      | Christian Wakeford         | 22 034                     | 43,83                      |
|                            | Laburista                                         | Lucy Burke                 | 21 632                     | 43,03                      |
|                            | Lib Dem                                           | Richard Kilpatrick         | 2 315                      | 4,60                       |
|                            | Brexit                                            | Andrea Livesey             | 1 672                      | 3,33                       |
|                            | Indipendente                                      | Ivan Lewis                 | 1 366                      | 2,72                       |
|                            | Verdi                                             | Glyn Heath                 | 848                        | 1,69                       |
|                            | Indipendente                                      | Michael Boyle              | 277                        | 0,55                       |
|                            | Women's Equality                                  | Gemma Evans                | 130                        | 0,26                       |
|                            |                                                   |                            |                            |                            |
| Iscritti                   | Iscritti                                          | Iscritti                   | 75 152                     | 100,00                     |
| ↳ Votanti (% su iscritti)  | ↳ Votanti (% su iscritti)                         | ↳ Votanti (% su iscritti)  | 50 274                     | 66,90                      |
| ↳ Astenuti (% su iscritti) | ↳ Astenuti (% su iscritti)                        | ↳ Astenuti (% su iscritti) | 24 878                     | 33,10                      |
|                            |                                                   |                            |                            |                            |
|                            | Esito: collegio passa da Laburista a Conservatore |                            |                            |                            |

| Partito                    | Partito                                | Candidato                  | Risultati 8 giugno 2017 | Risultati 8 giugno 2017 |
| Partito                    | Partito                                | Candidato                  | Voti                    | %                       |
| -------------------------- | -------------------------------------- | -------------------------- | ----------------------- | ----------------------- |
|                            | Laburista                              | Ivan Lewis                 | 27 165                  | 53,28                   |
|                            | Conservatore                           | Robert Largan              | 21 200                  | 41,58                   |
|                            | UKIP                                   | Ian Henderson              | 1 316                   | 2,58                    |
|                            | Lib Dem                                | Andrew Page                | 1 065                   | 2,09                    |
|                            | Indipendente                           | Peter Wright               | 244                     | 0,48                    |
|                            |                                        |                            |                         |                         |
| Iscritti                   | Iscritti                               | Iscritti                   | 73 684                  | 100,00                  |
| ↳ Votanti (% su iscritti)  | ↳ Votanti (% su iscritti)              | ↳ Votanti (% su iscritti)  | 50 990                  | 69,20                   |
| ↳ Astenuti (% su iscritti) | ↳ Astenuti (% su iscritti)             | ↳ Astenuti (% su iscritti) | 22 694                  | 30,80                   |
|                            |                                        |                            |                         |                         |
|                            | Esito: collegio confermato a Laburista |                            |                         |                         |

| Partito                    | Partito                                | Candidato                  | Risultati 7 maggio 2015 | Risultati 7 maggio 2015 |
| Partito                    | Partito                                | Candidato                  | Voti                    | %                       |
| -------------------------- | -------------------------------------- | -------------------------- | ----------------------- | ----------------------- |
|                            | Laburista                              | Ivan Lewis                 | 21 272                  | 45,05                   |
|                            | Conservatore                           | Daniel Critchlow           | 16 350                  | 34,63                   |
|                            | UKIP                                   | Séamus Martin              | 6 299                   | 13,34                   |
|                            | Lib Dem                                | Paul Ankers                | 1 690                   | 3,58                    |
|                            | Verdi                                  | Glyn Heath                 | 1 434                   | 3,04                    |
|                            | Democratici                            | Valerie Morris             | 170                     | 0,36                    |
|                            |                                        |                            |                         |                         |
| Iscritti                   | Iscritti                               | Iscritti                   | 73 888                  | 100,00                  |
| ↳ Votanti (% su iscritti)  | ↳ Votanti (% su iscritti)              | ↳ Votanti (% su iscritti)  | 47 215                  | 63,90                   |
| ↳ Astenuti (% su iscritti) | ↳ Astenuti (% su iscritti)             | ↳ Astenuti (% su iscritti) | 26 673                  | 36,10                   |
|                            |                                        |                            |                         |                         |
|                            | Esito: collegio confermato a Laburista |                            |                         |                         |

| Partito                    | Partito                                | Candidato                  | Risultati 6 maggio 2010 | Risultati 6 maggio 2010 |
| Partito                    | Partito                                | Candidato                  | Voti                    | %                       |
| -------------------------- | -------------------------------------- | -------------------------- | ----------------------- | ----------------------- |
|                            | Laburista                              | Ivan Lewis                 | 19 508                  | 40,42                   |
|                            | Conservatore                           | Michelle Wiseman           | 16 216                  | 33,60                   |
|                            | Lib Dem                                | Victor D'Albert            | 8 796                   | 18,22                   |
|                            | BNP                                    | Jean Purdy                 | 1 743                   | 3,61                    |
|                            | UKIP                                   | Paul Chadwick              | 1 017                   | 2,11                    |
|                            | Democratici                            | Valerie Morris             | 494                     | 1,02                    |
|                            | Verdi                                  | George Heron               | 493                     | 1,02                    |
|                            |                                        |                            |                         |                         |
| Iscritti                   | Iscritti                               | Iscritti                   | 73 577                  | 100,00                  |
| ↳ Votanti (% su iscritti)  | ↳ Votanti (% su iscritti)              | ↳ Votanti (% su iscritti)  | 48 267                  | 65,60                   |
| ↳ Astenuti (% su iscritti) | ↳ Astenuti (% su iscritti)             | ↳ Astenuti (% su iscritti) | 25 310                  | 34,40                   |
|                            |                                        |                            |                         |                         |
|                            | Esito: collegio confermato a Laburista |                            |                         |                         |

### Elezioni negli anni 2000
| Partito                    | Partito                                | Candidato                  | Risultati 5 maggio 2005 | Risultati 5 maggio 2005 |
| Partito                    | Partito                                | Candidato                  | Voti                    | %                       |
| -------------------------- | -------------------------------------- | -------------------------- | ----------------------- | ----------------------- |
|                            | Laburista                              | Ivan Lewis                 | 19 741                  | 50,42                   |
|                            | Conservatore                           | Alexander Williams         | 10 829                  | 27,66                   |
|                            | Lib Dem                                | Victor D'Albert            | 6 968                   | 17,80                   |
|                            | UKIP                                   | Jim H. Greenhalgh          | 1 059                   | 2,70                    |
|                            | Indipendente                           | Yvonne Hossack             | 557                     | 1,42                    |
|                            |                                        |                            |                         |                         |
| Iscritti                   | Iscritti                               | Iscritti                   | 66 929                  | 100,00                  |
| ↳ Votanti (% su iscritti)  | ↳ Votanti (% su iscritti)              | ↳ Votanti (% su iscritti)  | 39 154                  | 58,50                   |
| ↳ Astenuti (% su iscritti) | ↳ Astenuti (% su iscritti)             | ↳ Astenuti (% su iscritti) | 27 775                  | 41,50                   |
|                            |                                        |                            |                         |                         |
|                            | Esito: collegio confermato a Laburista |                            |                         |                         |

| Partito                    | Partito                                | Candidato                  | Risultati 7 giugno 2001 | Risultati 7 giugno 2001 |
| Partito                    | Partito                                | Candidato                  | Voti                    | %                       |
| -------------------------- | -------------------------------------- | -------------------------- | ----------------------- | ----------------------- |
|                            | Laburista                              | Ivan Lewis                 | 23 406                  | 59,20                   |
|                            | Conservatore                           | Nicola Le Page             | 10 634                  | 26,89                   |
|                            | Lib Dem                                | Tim Pickstone              | 5 499                   | 13,91                   |
|                            |                                        |                            |                         |                         |
| Iscritti                   | Iscritti                               | Iscritti                   | 67 243                  | 100,00                  |
| ↳ Votanti (% su iscritti)  | ↳ Votanti (% su iscritti)              | ↳ Votanti (% su iscritti)  | 39 539                  | 58,80                   |
| ↳ Astenuti (% su iscritti) | ↳ Astenuti (% su iscritti)             | ↳ Astenuti (% su iscritti) | 27 704                  | 41,20                   |
|                            |                                        |                            |                         |                         |
|                            | Esito: collegio confermato a Laburista |                            |                         |                         |

## Risultati dei referendum

### Referendum sulla permanenza del Regno Unito nell'Unione europea del 2016
|             | Collegio   | Lasciare UE % | Rimanere in UE % |
| ----------- | ---------- | ------------- | ---------------- |
|             | Bury South | 54,5%         | 45,5%            |
| Inghilterra | 53,3%      | 46,7%         |                  |
| Regno Unito | 51,9%      | 48,1%         |                  |